# Васюра Анатолій Степанович
Васюра Анатолій Степанович (нар. 20 серпня 1946, м. Тульчин Вінницької області) — український науковець, професор (2011), відмінник освіти України (2003), заслужений працівник освіти України (2006), академік Української технологічної академії (1994), професор Міжнародної кадрової академії (1998), кандидат технічних наук (1980), професор кафедри автоматизації та інтелектуальних інформаційних технологій Вінницького національного технічного університету.

## Життєпис
Анатолій Степанович Васюра народився 20 серпня 1946 року в м. Тульчин Вінницької області в сім'ї службовців. Закінчив у 1964 році Вінницьку середню школу № 17. У цьому ж році вступив до Ленінградського електротехнічного інституту (ЛЭТИ). По закінченню (1970) отримав кваліфікацію інженера-електрика за спеціальністю «Промислова електроніка».

## Професійна діяльність
1970—1971 — інженер, старший інженер спеціалізованого конструкторсько-технологічного бюро нестандартизованого обладнання (Молодечно, Мінська обл., Білорусь)
1971—1972 — інженер-конструктор спеціального конструкторського бюро Вінницького заводу радіотехнічної апаратури
1972—1973 — старший інженер науково-дослідного сектора Вінницького філіалу Київського політехнічного інституту
1973—1977 — асистент кафедри електричних вимірювань і промислової електроніки, старший викладач кафедри автоматики та інформаційно-вимірювальної техніки Вінницького політехнічного інституту (ВПІ)
1977—1979 — навчання в аспірантурі ВПІ
1980 — захист кандидатської дисертації на здобуття наукового ступеня кандидата технічних наук за спеціальністю 05.11.13 - Прилади і методи контролю речовин, матеріалів і виробів
1980—1993 — доцент кафедри автоматики та інформаційно-вимірювальної техніки ВПІ: З 1980—1988 заступник декана факультету автоматики та обчислювальної техніки
1988—1989 — декан факультету автоматики і мікроелектроніки
1989—1992 — проректор з навчальної роботи Вінницького політехнічного інституту
1989—2013 — член ректорату, Вченої ради, науково-технічної та науково-методичної рад університету
1992—2002 — декан факультету автоматики та комп'ютерних систем управління Вінницького державного технічного університету
1994 — академік Української технологічної академії
1997 — підвищення кваліфікації у Державній академії керівних кадрів освіти України
1998 — професор Міжнародної кадрової академії
2002—2013 — директор Інституту автоматики, електроніки та комп'ютерних систем управління (ІнАЕКСУ) Вінницького національного технічного університету (ВНТУ): З 1993 р. – по теперішній час — професор кафедри автоматики та інформаційно-вимірювальної техніки ВПІ (нині — кафедра автоматизації та інтелектуальних інформаційних технологій ВНТУ)
2011 — присвоєно вчене звання професора
З 2013 — рішенням конференції трудового колективу Інституту автоматики, електроніки та комп'ютерних систем управління від 25.06.2013 р. за багаторічну сумлінну працю присвоєно звання Почесний директор ІнАЕКСУ.

## Нагороди та відзнаки
- 2000 — іменна Срібна медаль та Почесний диплом Кембриджського міжнародного біографічного центру (Англія, 12.2000 р.) на відзнаку видатних досягнень у ХХ сторіччі в галузі освіти.

- 2000—2002 — Почесні грамоти Міністерства освіти і науки України за плідну роботу з обдарованою студентською молоддю та особистий внесок у підготовку і проведення Всеукраїнських студентських олімпіад «Системи управління та автоматики».[7]

- 2002 — ім'я Анатолія Степановича Васюри занесено до бібліографічного видання «Хто є хто на Вінниччині. Видатні земляки».

- 2003 — нагрудний знак «Відмінник освіти України» за багаторічну сумлінну працю, особистий внесок у підготовку висококваліфікованих спеціалістів та плідну науково-педагогічну діяльність.[8]

- 2006 — почесне звання «Заслужений працівник освіти України»[9], за значний особистий внесок у соціально-економічний, культурний розвиток Української держави, вагомі трудові досягнення;

- 2006 — занесений до енциклопедії «Державні нагороди України. Кавалери та Лауреати»[10]

- 2010 — диплом та нагрудний знак «Зірка „Патріот України“[11] за вірність національному духові, прагнення підняти статус держави, проявлений патріотизм та бездоганне служіння Україні. Ім'я занесено до Книги пошани „Україна й українці — цвіт нації, гордість країни“

- 2011 — звання „Лідер України“ з врученням ордена „Срібна Зірка“ за вагомий внесок у розбудову держави та відзначення особистих заслуг у галузі науки та освіти.[12]

- 2016 — медаль Національної академії педагогічних наук України „Ушинський К. Д.“[13] за вагомий внесок та відзначення особистих заслуг в освіті.

- 2018 — орден «Гордість і слава України» і Почесна грамота «За вагомі здобутки, високий рівень професіоналізму, активну життєву позицію та сумлінну працю, спрямовану на розвиток України»[14]. Ім'я занесено до Книги пошани «Гордість України. Імена та здобутки»

- 2018 — орден «Єдність і слава» і Почесна грамота «За активну громадську позицію, вагомий особистий внесок у підняття патріотичного духу та віри, зміцнення єдності українського народу»[15]. Ім'я занесено до Книги пошани «Нас єднає Україна»

## Наукова, педагогічна та навчально-методична робота
У науковому доробку Анатолія Степановича Васюри понад 300 публікацій, у тому числі монографій, наукових статей, навчально-методичних праць, авторських свідоцтв та патентів на винаходи. Неодноразово брав участь у міжнародних, всеукраїнських, регіональних науково-технічних та науково-практичних конференціях і семінарах, серед них: «Автоматика», «Приладобудування», «Контроль та управління в складних системах», «Фотоніка – ОДС», «Застосування лазерів в медицині та біології» тощо.
Професор Васюра А. С. займається підготовкою фахівців вищої кваліфікації. Підготував ряд кандидатів технічних наук за спеціальностями: 05.13.05 - Комп'ютерні системи та компоненти, 05.13.21 - Системи захисту інформації.

## Наукові інтереси
- засоби інтегрованих систем управління та автоматизації;
- прилади і методи контролю та вимірювання фізичних параметрів;
- системи захисту інформації та засоби апаратного захисту

## Основні праці
1. Адаптивна оптика: навчальний посібник / А. С. Васюра, С. В. Павлов, М. О. Прокопова [та ін.] ; МОН України, ВНТУ ; за ред. С. В. Павлова. – Вінниця: ВНТУ, 2015. – 281 с. – ISBN 978-966-641-638-7.
2. Детектування таємного вмісту у стиснених фрактальним алгоритмом зображеннях [Архівовано 26 жовтня 2020 у Wayback Machine.] / А. С. Васюра, Є. А. Золотавкін / Наукові праці ВНТУ, вип.3, 2008, с. 1-9.
3. Електромагнітні елементи та пристрої систем управління і автоматики: навчальний посібник. Ч.1 : Електромагнітні елементи аналогових пристроїв / А. С. Васюра. – Вінниця: ВДТУ, 2000. – 146 с.
4. Електромагнітні елементи та пристрої систем управління і автоматики: навчальний посібник. Ч.2 : Електромагнітні елементи цифрової техніки / А. С. Васюра. – Вінниця: ВДТУ, 2001. – 162 с.
5. Електромагнітні елементи та пристрої систем управління і автоматики: навчальний посібник. Ч.3 : Електромагнітні механізми і виконавчі пристрої автоматики / А. С. Васюра. – Вінниця: ВДТУ, 2001. – 134 с.
6. Елементи та пристрої систем управління і автоматики: навчальний посібник / А. С. Васюра. – Вінниця: ВДТУ, 2000. – 157с.
7. Моделювання та оптимізація систем автоматичного управління: навчальний посібник / Т. М. Боровська, А. С. Васюра, В. А. Северілов ; МОН України, ВНТУ. – Вінниця: ВНТУ, 2009. – 132 с. – ISBN 978-966-641-319-5.
8. Методи та засоби нейроподібної обробки даних для систем керування [Архівовано 15 березня 2022 у Wayback Machine.]: монографія / А. С. Васюра, Т. Б. Мартинюк, Л. М. Куперштейн ; ВНТУ. – Вінниця: УНІВЕРСУМ-Вінниця, 2008. – 175 с. – ISBN 978-966-641-279.
9. Методи та засоби підвищення стеганографічної стійкості захисту інформації до пасивних атак / Є. А. Золотавкін Автореферат К Д, 05.13.21 – Системи захисту інформації, наук. кер. Васюра А. С. / Київ, НАУ, 2010.
10. Методи та засоби стеганографічного захисту інформації на основі вейвлет-перетворень [Архівовано 15 березня 2022 у Wayback Machine.]: монографія / В. В. Лукічов, В. А. Лужецький, А. С. Васюра ; ВНТУ. – Вінниця: ВНТУ, 2014. – 160 с. – ISBN 978-966-641-572-4.
11. Моделирование нейросети для решения задачи идентификации символов / А. С. Васюра, Т. Б. Мартинюк, Л. М. Куперштейн / Научные труды ВНТУ, вип. 1, 2007, 6 с.
12. Основи електроніки: навчальний посібник / А. С. Васюра, Г. Д. Дорощенков, В. П. Кожем'яко, Г. Л. Лисенко ; ВНТУ. – Вінниця: ВНТУ, 2018. – 197 с.
13. Парадигми комп'ютерних новацій: монографія / А. С. Васюра, Р. В. Селезньова. – Вінниця: УНІВЕРСУМ-Вінниця, 1998. – 136 с. – ISBN 966-7199-36-3.
14. Принципи ущільнення та перетворення зображень: монографія / В. П. Кожем'яко, А. С. Васюра, Н. В. Сачанюк-Кавецька, О. В. Кириченко; ВНТУ ; за ред. В. П. Кожем'яко. – Вінниця: ВНТУ, 2011. – 242 с. – ISBN 978-966-641-404-8.
15. Реалізація паралельної обробки даних на пороговому підсумовуючому пристрої / Васюра А. С., Куперштейн Л. М. / Вісник ВПІ, Наукові праці ВНТУ, вип. 5, 2004, с. 59-65.
16. Сучасні методи та засоби відображення інформації: навчальний посібник. Ч.1 : Дискретні системи відображення інформації / В. П. Кожем'яко, А. С. Васюра, Г. Д. Дорощенков. – Вінниця: ВДТУ, 2002. – 106 с.
17. Теорія автоматичного управління: навчальний посібник.: Аналіз і дослідження САУ / Т. М. Боровська, П. В. Северілов, В. А. Северілов, А. С. Васюра, М. С. Юхимчук. – Вінниця: ВНТУ, 2017. – 144 с. – ISBN 978-966-641-27.
18. Теорія автоматичного управління: навчальний посібник. Ч. 1 : Аналіз САУ / Т. М. Боровська, В. А. Северілов, А. С. Васюра ; МОН України, ВНТУ. – Вінниця: УНІВЕРСУМ-Вінниця, 2008. – 97 с. – ISBN 978-966-641-277.
19. A Novel Approach to the Security of Data Hidden in Multimedia Objects / A. Vasjura, Y. Zolotavkin, V. Lukichov / IEEE International Carnahan Conference on Security Technology, ICCST-2008, Prague, s. 23-28.
20. Automated generation of the design solution of the assembly in instrument engineering / Grigory S. Tymchik, Nataliia V. Stelmakh, Anatoliy S. Vasyura, Waldemar Wójcik, Kuanysh Muslimov / Photonics Applications in Astronomy, Communications, Industry, and High-Energy Physics Experiments / International Society for Optics and Photonics, 2018.

## Громадська діяльність
У 1999 році А. С. Васюра виступив з ініціативою започаткування в країні Всеукраїнської студентської олімпіади зі спеціальності «Системи управління і автоматики» та проведення її на базі Вінницького державного технічного університету (нині – Вінницького національного технічного університету). Упродовж багатьох років під його керівництвом у ВНТУ проводились олімпіади, у яких брали участь кращі представники обдарованої студентської молоді України.
Довгий час був Головою громадської організації «Союз ветеранів військово-морської розвідки». Неодноразово відзначений командуванням ВМС ЗС України.

## Захоплення
Плавання, легка атлетика, поезія, художня та історична література.